# فابریتسیو برینتسا
فابریتسیو برینتسا (ایتالیایی: Fabrizio Brienza؛ زادهٔ ۱۹ سپتامبر ۱۹۶۹) بازیگر و مدل اهل ایتالیا است.
از فیلم‌ها یا مجموعه‌های تلویزیونی که وی در آن‌ها نقش داشته‌است، می‌توان به روزهای زندگی ما، اداره تعدیل و دورویی اشاره نمود.